# Chrysocrambus umbrosellus
Chrysocrambus umbrosellus là một loài bướm đêm trong họ Crambidae.